# Кашшаи, Виктор
Ви́ктор Ка́шшаи (венг. Kassai Viktor; род. 10 сентября 1975, Татабанья) — венгерский футбольный судья.
С 1999 по 2019 годы работал на матчах чемпионата Венгрии. Обслуживал игры юношеского чемпионата Европы 2005 до 19 лет, чемпионата мира 2007 среди молодёжных команд и юношеского чемпионата мира 2009 до 17 лет. На чемпионат Европы 2008 был заявлен как резервный судья. На летних Олимпийских играх 2008 судил финальную игру.
Также работал на чемпионате мира 2010. Обслуживал финальный матч Лиги чемпионов 2011 между «Барселоной» и «Манчестер Юнайтед». Был включён в список арбитров чемпионата Европы 2012.
С 9 января 2020 года по 13 сентября 2021 года занимал должность главы судейского департамента РФС.

## Биография

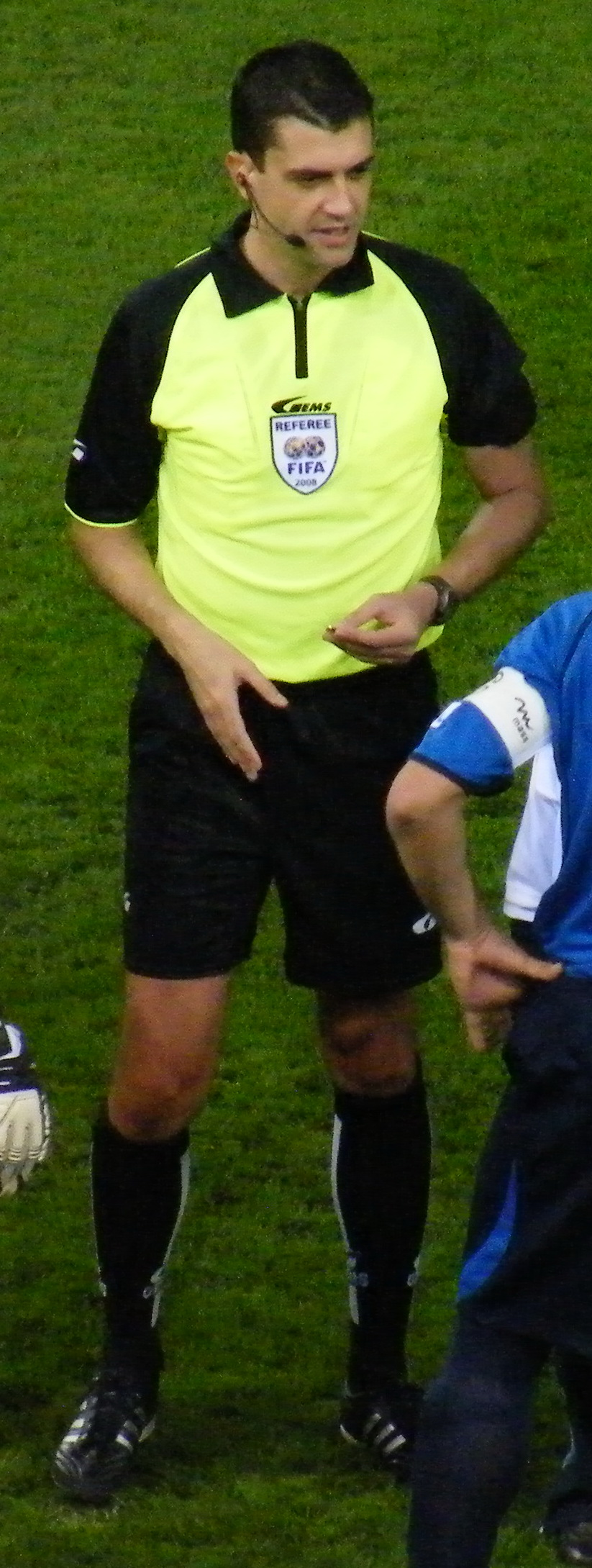
Виктор Кашшаи

В 15 лет сдал судейский экзамен, после чего работал на областном уровне в Венгрии. В 1995 году стал арбитром Венгерской федерации футбола. В 1999 году начал работать на матчах чемпионата Венгрии. Кашшаи отработал на более 150 матчах в венгерском первенстве. Он также работал на 1 матче в чемпионате Саудовской Аравии и 2 играх в чемпионате Египта.
В сезоне 2000/01 получил первый международный опыт, отработав на любительском Кубке регионов. В мае 2002 года обслуживал матчи на товарищеском турнире Кубок LG, сначала полуфинал между Россией и Беларусью (1:1 основное время и 4:5 по пенальти). Кашшаи также работал на финальной игре турнира, Россия — Югославия, встреча закончилась с результатом (1:1 основное время и 5:6 по пенальти), в этой игре Кашшаи показал 2 предупреждения. В 2003 году, когда ему было 27 лет, был включён в список арбитров ФИФА.
28 августа 2003 года впервые судил еврокубковый матч в рамках Кубка УЕФА между хорватским «Камен Инградом» и люксембургской «Этцеллой» (7:0), в этой игре, после двух жёлтых карточек удалил игрока «Камен Инграда» Антонио Ковача. Всего в сезоне отсудил две игры Кубка УЕФА. В 2004 году работал на двух товарищеских матчах на уровне сборных, Португалия — Англия (1:1) и Хорватия — Словакия (1:0). 18 августа 2004 года провёл свой первый официальный матч на уровне сборных в рамках квалификации на чемпионат мира 2006, между Словакией и Люксембургом. Всего в отборочном турнире на чемпионат мира 2006 Кашшаи отсудил четыре игры. В 2004 году впервые обслуживал матч отборочного раунда на молодёжное первенство Европы.
В сезоне 2004/05 впервые судил матч Лиги чемпионов. Его первый поединок состоялся во втором отборочном раунде между сплитским «Хайдуком» и дублинским «Шелбурном» (3:2). 2 июля 2005 года работал на единственном в своей карьере матче Кубка Интертото, между немецким «Гамбургом» и македонской «Победой» (4:1). В 2005 и 2006 годах судил по одной игре во втором квалификационном раунде Лиги чемпионов.
Кашшаи работал на матчах юношеского чемпионата Европы 2005 для игроков не старше 19 лет, который проходил в Северной Ирландии. Он отработал на трёх играх чемпионата. В двух матчах на групповом этапе, это игра Северная Ирландия — Греция (0:1) и Армения — Англия (1:1). Также он судил в полуфинале во встрече Сербия и Черногория — Англия (1:3). После этого турнира стал регулярно привлекался к работе на международных матчах.
В сезоне 2005/06 судил два матча в Кубке УЕФА. Первый в рамках квалификации на турнир, между клубами АПОЭЛ и «Герта» (0:1). Второй на групповом этапе между «Маккаби» Петах-Тиква и московским «Локомотивом» (0:4). В следующем сезоне 2006/07 в Кубке УЕФА он отсудил уже 3 игры, в том числе поединок 1/8 финала между испанской «Севильей» и донецким «Шахтёром». В этой игре Кашшаи назначил 3 пенальти и показал 7 жёлтых карточек, матч закончился с ничейным счётом 2:2. После матча главный тренер «Шахтёра» Мирча Луческу раскритиковал судейство в игре.
В 2007 году обслуживал чемпионат мира среди молодёжных команд в Канаде. В этом году Кашшаи также мог поехать на молодёжный чемпионат Европы 2007, но по правилам он отправился на чемпионат мира, а на чемпионате Европы его заменил Золт Сабо. Кашшаи отработал в двух поединках группового этапа, Бразилия — Южная Корея (3:2) и Аргентина — Северная Корея (1:0). В 1/8 финала он судил в поединке Мексика — Республика Конго (3:0).
В январе 2008 года был приглашён в качестве арбитра на Кубок Первого канала. На турнире он отработал всего одну игру, между московским ЦСКА и иерусалимским «Бейтаром», матч закончился со счётом (0:1). В сезоне 2007/08 он обслуживал два матча Кубка УЕФА и три игры в Лиге чемпионов. На групповом этапе Лиги чемпионов судил матч киевского «Динамо» — «Манчестер Юнайтеда» (2:4) и «Славия» — «Севилья» (0:3).
На чемпионат Европы 2008 в Австрии и Швейцарии поехал в качестве резервного судьи, где работал на трёх играх. Кашшаи обслуживал матчи на летних Олимпийских играх 2008 года в Пекине. На групповом этапе он судил встречу Аргентина — Австралия (1:0). Кашшаи также доверили обслуживать финал турнира, в котором Аргентина обыграла Нигерию со счётом (0:1).
Виктора Кашшаи также пригласили работать на юношеский чемпионат мира 2009 для игроков не старше 17 лет, который прошёл в Нигерии. На турнире он обслужил три поединка. В рамках группового раунда он судил в матчах Испания — США (2:1) и Уругвай — Алжир (2:0). В 1/4 финала он обслуживал игру Швейцарии и Италии, по ходу встречи он показал 6 жёлтых карточки и удалил швейцарца Фредерико Весели, матч закончился победой Швейцарии (2:1).
Судил матч «Севилья» — ЦСКА (Москва) 1/8 финала Лиги чемпионов 2009/10.

### Чемпионат мира 2010
В матчах квалификации на чемпионат мира 2010 в европейской зоне Кашшаи судил 3 матча. 10 сентября 2008 года обслуживал матч Финляндии и Германии, который закончился с ничейным счётом (3:3). 11 октября 2008 года работал на встрече Турция — Босния и Герцеговина (2:1). 9 сентября 2009 года судил матч Беларусь — Украина (0:0). 10 октября 2009 года Кашшаи обслуживал первый стыковой матч за право участия на чемпионате мира 2010 между Бахрейном и Новой Зеландии, в котором он показал 2 жёлтых карточки.
Кашшаи вошёл в список 10 судей из Европы которым доверили право судить матчи чемпионата мира 2010 в ЮАР. Кашшаи стал одним из самых молодых арбитров в истории на чемпионате мира. На мундиале он работал на 4 играх. В групповом этапе он отсудил 2 поединка. 15 июня 2010 года Бразилия — Северная Корея (2:1), в котором показал всего 1 жёлтую карточку. 22 июня 2010 года судил встречу Мексики и Уругвая (0:1), в этой игре он показал 3 жёлтых карточки. В 1/8 финала он работал на встрече Гана — США (2:1), игра закончилась в дополнительное время, Кашшаи показал 5 жёлтых карточек. На 62 минуте матча он назначил пенальти в ворота африканской команды, который реализовал Лэндон Донован.
Виктору Кашшаи также доверили обслуживать полуфинальный матч Германия — Испания (0:1), в этой игре он не показал ни одной жёлтой карточки.

### Лига чемпионов 2010/11
Турнир для Кашшаи начался ответным матчем четвёртого квалификационного раунда между «Сампдорией» и «Вердером» (3:2). Поединок закончился в дополнительное время, несмотря на проигрыш «Вердера», немецкая команда прошла дальше, так как первый поединок закончился победой (3:1).
На групповом этапе Лиги чемпионов 2010/11 он работал на трёх играх. 29 сентября 2010 года судил матч «Валенсия» — «Манчестер Юнайдтед» (0:1). 2 ноября 2010 года работал на встрече «Тоттенхэм Хотспур» — «Интернационале» (3:1). 23 ноября 2010 года обслуживал матч «Брага» — «Арсенал» (Лондон), который закончился со счётом (2:0). Главный тренер «Арсенала» Арсен Венгер остался недоволен судейством из-за не назначенного пенальти в ворота «Браги». В рамках 1/8 финала турнира судил поединок между «Интернационале» и «Баварией» (0:1).
Виктору Кашшаи доверили обслуживать финальный матч Лиги чемпионов 2011, что для многих стало неожиданностью. Судейская бригада матча состояла из соотечественников Виктора, на боковой линии стояли Габор Эреш и Гьорги Ринг, за воротами Михай Фабиан и Томаш Богнар; Иштван Вад — четвёртый рефери и Роберт Кишполь — резервный судья. Игра состоялась 28 мая 2011 года на стадионе «Уэмбли» между «Барселоной» и «Манчестер Юнайтедом», встреча закончилась со счётом (3:1) в пользу испанцев. Судейство Кашшаи в финале оценивают положительно, всего в игре он показал 4 жёлтых карточки по две каждой из команд, Дани Алвесу и Виктору Вальдесу от «Барселоны» и Майклу Каррику и Антонио Валенси из «Манчестера».
Отсудив эту игру в 35 лет он стал самым молодым арбитром который когда-либо судил финал Лиги чемпионов. Кашшаи побил рекорд Говарда Уэбба, который судил финал 2010 года, Уэббу было 38 лет. Кашшаи также стал третьим судьей из Венгрии, который работал в финале Лиги чемпионов, в 1997 году судил Шандор Пуль, а до этого в 1976 и 1981 судил Кароль Палотаи.
По итогам 2011 года Международная федерация футбольной истории и статистики (IFFHS) признала Кашшаи лучшим арбитром мира.

### Чемпионат Европы 2012
В квалификации к чемпионату Европы 2012 обслуживал встречу 11 ноября 2011 года между Эстонией и Ирландией; он удалил двух игроков сборной Эстонии и назначил пенальти в ворота эстонцев, чем вызвал возмущение болельщиков.
20 декабря 2011 года был включён в список арбитров чемпионата Европы 2012, который совместно принимали Польша и Украина, став самым молодым рефери на турнире. Его считали одним из главных претендентов на работу в финальной игре турнира. 7 июня 2012 года УЕФА назвало Кашшаи в числе тех, кто будет судить игры первого тура Евро 2012. Он обслуживал матч Группа С Испания — Италия, который завершился ничьей (1:1), в этом поединке он показал 7 жёлтых карточек. Игра была с большим количеством нарушений, но Кашшаи, несмотря на это, действовал мягко, и в целом претензий к нему не было.

#### Матч Англия — Украина

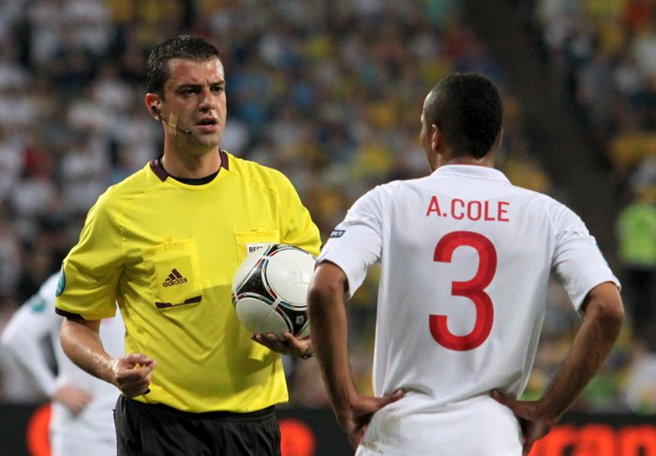
Кашшаи в матче Англия — Украина (1:0.)

19 июня 2012 года Кашшаи судил матч третьего, последнего, тура в группе D между сборными Англии и Украины, который был решающим для распределения мест в группе. В этом поединке на 62 минуте игры судьи допустили серьёзную ошибку, не засчитав гол нападающего сборной Украины Марко Девича. Защитник сборной Англии Джон Терри выбил мяч из ворот, уже после того, как мяч пересёк линию ворот, что видно на видеоповторе. Ошибка в матче случилась несмотря на то, что всего в нескольких метрах находился дополнительный помощник арбитра Иштван Вад, который не увидел, что мяч полностью пересёк линию ворот до того как Терри вынес мяч. Стадион «Донбасс Арена», на котором проходил матч, бригада арбитров покидала под свист.
Старший офицер УЕФА по делам судейства Пьерлуиджи Коллина признал, что была допущена ошибка со стороны судейского корпуса и мяч всё-таки пересёк линию ворот на несколько сантиметров, но всю вину ответственности лично на Кашшаи он не перекладывает. «Мы допустили ошибку, я хотел бы, чтобы её не было, но она была. Арбитры — это люди, люди ошибаются», — сказал Коллина. Кашшаи и его судейская бригада после матча, посмотрев этот эпизод, признали, что они ошиблись.
На момент не засчитанного мяча Девича Англия вела со счётом (1:0), и выиграла игру с этим же результатом. Если бы Украина сравняла счёт, это улучшило бы её шансы на победу в поединке и проход в четвертьфинал. В то же время, по мнению некоторых обозревателей, за несколько секунд до забитого гола боковой судья не увидел, что Артём Милевский был в положении вне игры после паса Евгения Селина, а затем именно Милевский отдал пас на Девича, который и забил гол. Всего в игре судья показал 5 жёлтых карточек.
После матча стало известно, что Кашшаи и его судейская бригада больше не будут работать на чемпионате Европы 2012 для предотвращения излишнего давления на них. «Кашшаи — один из самых лучших арбитров в Европе. Его вины в этом решении нет», — сказал Коллина. Всего по окончании группового этапа турнира УЕФА отобрало 4-х главных арбитров, которые покинули турнир, а 8 продолжили работу на чемпионате. Генеральный секретарь УЕФА Джанни Инфантино сказал, что ошибка в матче Англия — Украина стала первой, сделанной дополнительным помощником арбитра в 1000 европейских матчей с момента, когда эксперимент по введению дополнительных судей начался в 2009 году. Коллина также заявил, что в целом работа дополнительных судей успешна.
Главный тренер Украины Олег Блохин после игры остался недоволен судейством во время матча. Данная ошибка также была раскритикована различными СМИ, футбольными функционерами, футболистами и болельщиками. После матча арбитры стали объектами многих шуток. Депутат Верховной Рады Украины Олег Ляшко требовал объявить Кашшаи персоной нон грата на Украине и возбудить уголовное дело против президента УЕФА Мишеля Платини и бригады арбитров во время игры.
После матча вспыхнула дискуссия по поводу введения технологий по электронной фиксации взятия ворот. Президент ФИФА Йозеф Блаттер написал в Твиттере: «После вчерашнего матча GLT (технология электронной фиксации взятия ворот) — уже не один из возможных вариантов, а необходимость». 5 июля 2012 года стало известно, что ФИФА будет вводить технологию по электронной фиксации взятия ворот.

### Лига чемпионов 2012/13
23 апреля 2013 года бригада арбитров, возглавляемая Кашшаи, судила матч полуфинала Лиги чемпионов между мюнхенской «Баварией» и «Барселоной». Вначале игры он не заметил игру рукой у Жерара Пике. Десять минут спустя не засчитал гол, забитый при нарушении, совершённом мюнхенским игроком Данте на Дани Алвесе. На 49 минуте Марио Гомес забил мяч, находясь в офсайде. На 72-й минуте Виктор Кашшаи не отреагировал на толчок Томасом Мюллером Жорди Альбы и засчитал очередной гол. Бывший футбольный арбитр Андухар Оливер заявил, что три из четырёх голов «Баварии» были забиты с нарушениями правил.

## Статистика

### Международные матчи

#### Национальные сборные
| Турнир                | Раунд             | Дата             | Место проведения                       | Команда1   | Команда2             | Счёт | Предупреждён | Red card |
| --------------------- | ----------------- | ---------------- | -------------------------------------- | ---------- | -------------------- | ---- | ------------ | -------- |
| Товарищеский матч     |                   | 17 марта 2002    | Динамо, Москва                         | Россия     | Беларусь             | 1:1  | 3            | —        |
| Товарищеский матч     |                   | 19 марта 2002    | Динамо, Москва                         | Россия     | Югославия            | 1:1  | 2            | —        |
| Товарищеский матч     |                   | 18 февраля 2004  | Алгарве, Фару                          | Португалия | Англия               | 1:1  | 1            | —        |
| Товарищеский матч     |                   | 29 мая 2004      | Кантрида, Риека                        | Хорватия   | Словакия             | 1:0  | —            | —        |
| Чемпионат мира 2006   | Отборочный турнир | 18 августа 2004  | Тегельне поле, Братислава              | Словакия   | Люксембург           | 3:1  | 3            | —        |
| Чемпионат мира 2006   | Отборочный турнир | 8 июня 2005      | Центральный, Алма-Ата                  | Казахстан  | Турция               | 0:6  | 4            | —        |
| Чемпионат мира 2006   | Отборочный турнир | 7 сентября 2005  | Жальгирис, Вильнюс                     | Литва      | Босния и Герцеговина | 0:1  | 6            | 1        |
| Чемпионат мира 2006   | Отборочный турнир | 8 октября 2005   | ГСП, Никосия                           | Кипр       | Ирландия             | 0:1  | 3            | —        |
| Чемпионат Европы 2008 | Отборочный турнир | 11 октября 2006  | Динамо, Минск                          | Беларусь   | Словения             | 4:2  | 3            | —        |
| Чемпионат Европы 2008 | Отборочный турнир | 2 июня 2007      | А. Ле Кок Арена, Таллин                | Эстония    | Хорватия             | 0:1  | 1            | —        |
| Чемпионат Европы 2008 | Отборочный турнир | 22 августа 2007  | Ратина, Тампере                        | Финляндия  | Казахстан            | 2:1  | 3            | —        |
| Чемпионат Европы 2008 | Отборочный турнир | 17 октября 2007  | Божуар, Нант                           | Франция    | Литва                | 2:0  | —            | —        |
| Чемпионат мира 2010   | Отборочный турнир | 10 сентября 2008 | Олимпийский стадион, Хельсинки         | Финляндия  | Германия             | 3:3  | 1            | —        |
| Товарищеский матч     |                   | 11 февраля 2009  | UPC-Арена, Грац                        | Австрия    | Швеция               | 0:2  | —            | —        |
| Чемпионат мира 2010   | Отборочный турнир | 9 сентября 2009  | Динамо, Минск                          | Беларусь   | Украина              | 0:0  | 4            | —        |
| Чемпионат мира 2010   | Плей-офф          | 10 октября 2009  | Национальный стадион, Эр-Рифа-эш-Шарки | Бахрейн    | Новая Зеландия       | 0:0  | 2            | —        |
| Чемпионат мира 2010   | Групповой этап    | 15 июня 2010     | Кока-Кола Парк, Йоханнесбург           | Бразилия   | КНДР                 | 2:1  | 1            | —        |
| Чемпионат мира 2010   | Групповой этап    | 22 июня 2010     | Роял-бафокенг, Пхокенг                 | Мексика    | Уругвай              | 0:1  | 3            | —        |
| Чемпионат мира 2010   | 1/8 финала        | 26 июня 2010     | Роял-бафокенг, Пхокенг                 | США        | Гана                 | 1:2  | 5            | —        |
| Чемпионат мира 2010   | 1/2 финала        | 7 июля 2010      | Мозес Мабида, Дурбан                   | Германия   | Испания              | 0:1  | 5            | —        |
| Чемпионат Европы 2012 | Отборочный турнир | 3 сентября 2010  | Уэмбли, Лондон                         | Англия     | Болгария             | 4:0  | 1            | —        |
| Товарищеский матч     |                   | 17 ноября 2010   | Амстердам Арена, Амстердам             | Нидерланды | Турция               | 1:0  | —            | —        |
| Чемпионат Европы 2012 | Отборочный турнир | 25 марта 2011    | Нуэво Лос Карменес, Гранада            | Испания    | Чехия                | 2:1  | 4            | —        |
| Товарищеский матч     |                   | 10 августа 2011  | Мерседес-Бенц-Арена, Штутгарт          | Германия   | Бразилия             | 3:2  | 1            | —        |
| Чемпионат Европы 2012 | Отборочный турнир | 2 сентября 2011  | Динамо, Минск                          | Беларусь   | Босния и Герцеговина | 0:2  | 5            | —        |
| Чемпионат Европы 2012 | Плей-офф          | 11 ноября 2011   | А. Ле Кок Арена, Таллин                | Эстония    | Ирландия             | 0:4  | 4            | 2        |
| Товарищеский матч     |                   | 29 февраля 2012  | Национальный стадион, Бухарест         | Румыния    | Уругвай              | 1:1  | 4            | —        |
| Чемпионат Европы 2012 | Групповой этап    | 10 июня 2012     | ПГЕ Арена, Гданьск                     | Испания    | Италия               | 1:1  | 6            | —        |
| Чемпионат Европы 2012 | Групповой этап    | 19 июня 2012     | Донбасс Арена, Донецк                  | Англия     | Украина              | 1:0  | 5            | —        |
| Чемпионат Европы 2016 | Групповой этап    | 11 июня 2016     | Стад де Франс, Сен-Дени                | Франция    | Румыния              | 2:1  | 4            | —        |
| Чемпионат Европы 2016 | 1/4 финала        | 2 июля 2016      | Велодром, Марсель                      | Германия   | Италия               | 1:1  | 7            | —        |

#### Юношеские и молодёжные сборные
| Турнир                             | Раунд             | Дата       | Место проведения                | Команда1                    | Команда2                 | Счёт | Предупреждён | Red card |
| Товарищеский матч                  |                   | 26.03.2002 | Альте Ау, Штоккерау             | Австрия (до 21)             | Словакия (до 21)         | 3:0  |              |          |
| Товарищеский матч                  |                   | 19.08.2003 | Лавантталь-Арена, Вольфсберг    | Австрия (до 21)             | Италия (до 21)           | 0:1  |              |          |
| Чемпионат Европы 2006 (до 21 года) | Отборочный турнир | 07.09.2004 | Георгиос Камарас, Афины         | Греция (до 21)              | Турция (до 21)           | 2:1  | 3            |          |
| Чемпионат Европы 2005 (до 19 лет)  | Групповой этап    | 18.07.2005 | Уиндзор Парк, Белфаст           | Северная Ирландия (до 19)   | Греция (до 19)           | 0:1  | 2            |          |
| Чемпионат Европы 2005 (до 19 лет)  | Групповой этап    | 20.07.2005 | Бэллимена Шоуграундс, Бэллимена | Армения (до 19)             | Англия (до 19)           | 1:1  | 5            |          |
| Чемпионат Европы 2005 (до 19 лет)  | Полуфинал         | 26.07.2005 | Морнвью Парк, Лурган            | Сербия и Черногория (до 19) | Англия (до 19)           | 1:3  | 3            |          |
| Чемпионат Европы 2006 (до 19 лет)  | Отборочный турнир | 14.10.2005 | Херфорд                         | Нидерланды (до 19)          | Греция (до 19)           | 2:3  | 7            |          |
| Чемпионат Европы 2006 (до 19 лет)  | Отборочный турнир | 17.10.2005 | Варендорф                       | Греция (до 19)              | Германия (до 19)         | 2:3  | 4            |          |
| Чемпионат Европы 2007 (до 21 года) | Отборочный турнир | 06.09.2006 | Кантрида, Риека                 | Хорватия (до 21)            | Украина (до 21)          | 1:2  | 3            |          |
| Чемпионат мира 2007 (до 20 лет)    | Групповой этап    | 03.07.2007 | Олимпийский стадион, Монреаль   | Бразилия (до 20)            | Республика Корея (до 20) | 3:2  |              |          |
| Чемпионат мира 2007 (до 20 лет)    | Групповой этап    | 06.07.2007 | Франк Клэр, Оттава              | Аргентина (до 20)           | КНДР (до 20)             | 1:0  | 1            |          |
| Чемпионат мира 2007 (до 20 лет)    | 1/8 финала        | 12.07.2007 | Олимпийский стадион, Монреаль   | Мексика (до 20)             | Республика Конго (до 20) | 1:0  |              |          |
| Олимпийские игры 2008              | Групповой этап    | 10.08.2008 | Шанхайский стадион, Шанхай      | Аргентина                   | Австралия                | 1:0  | 2            |          |
| Олимпийские игры 2008              | Финал             | 23.08.2008 | Национальный стадион, Пекин     | Нигерия                     | Аргентина                | 0:1  | 5            |          |
| Чемпионат мира 2009 (до 17 лет)    | Групповой этап    | 26.10.2009 | Сани Абача, Кано                | Испания (до 17)             | США (до 17)              | 2:1  | 5            | 1        |
| Чемпионат мира 2009 (до 17 лет)    | Групповой этап    | 26.10.2009 | Ахмаду Белло, Кадуна            | Уругвай (до 17)             | Алжир (до 17)            | 2:0  | 5            |          |
| Чемпионат мира 2009 (до 17 лет)    | 1/4 финала        | 08.11.2009 | Gateway Stadium, Иджебу-Оде     | Швейцария (до 17)           | Италия (до 17)           | 2:1  | 6            | 1        |

### Еврокубки

#### Лига чемпионов
| Турнир                 | Раунд                            | Дата       | Место проведения                   | Команда1            | Команда2           | Счёт | Предупреждён | Red card |
| Лига чемпионов 2004/05 | Второй квалификационный раунд    | 28.07.2004 | Полюд, Сплит                       | Хайдук (Сплит)      | Шелбурн            | 3:2  |              |          |
| Лига чемпионов 2005/06 | Второй квалификационный раунд    | 03.08.2005 | Стадион им. Тофика Бахрамова, Баку | Нефтчи (Баку)       | Андерлехт          | 1:0  | 2            |          |
| Лига чемпионов 2006/07 | Второй квалификационный раунд    | 02.08.2006 | Стадион Пецара, Широки Бриег       | Широки Бриег        | Харт оф Мидлотиан  | 0:0  | 5            |          |
| Лига чемпионов 2007/08 | Третий квалификационный раунд    | 14.08.2007 | Да Луж, Лиссабон                   | Бенфика (Лиссабон)  | Копенгаген         | 2:1  | 6            |          |
| Лига чемпионов 2007/08 | Групповой этап                   | 23.10.2007 | Олимпийский, Киев                  | Динамо (Киев)       | Манчестер Юнайтед  | 2:4  | 1            |          |
| Лига чемпионов 2007/08 | Групповой этап                   | 12.12.2007 | Стадион Эвжена Рошицкого, Прага    | Славия (Прага)      | Севилья            | 0:3  | 2            |          |
| Лига чемпионов 2008/09 | Групповой этап                   | 30.09.2008 | Эль-Мадригал, Вильярреаль          | Вильярреал          | Селтик             | 1:0  | 2            |          |
| Лига чемпионов 2008/09 | Групповой этап                   | 04.11.2008 | Везерштадион, Бремен               | Вердер              | Панатинаикос       | 0:3  |              |          |
| Лига чемпионов 2008/09 | Групповой этап                   | 25.11.2008 | Артемио Франки, Флоренция          | Фиорентина          | Олимпик (Лион)     | 1:2  | 5            |          |
| Лига чемпионов 2009/10 | Четвёртый квалификационный раунд | 18.08.2009 | Жозе Алваладе, Лиссабон            | Спортинг (Лиссабон) | Фиорентина         | 2:2  | 4            | 1        |
| Лига чемпионов 2009/10 | Групповой этап                   | 16.09.2009 | Караискакис, Пирей                 | Олимпиакос (Пирей)  | АЗ                 | 1:0  | 2            |          |
| Лига чемпионов 2009/10 | Групповой этап                   | 30.09.2009 | Олд Траффорд, Траффорд             | Манчестер Юнайтед   | Вольфсбург         | 2:1  | 2            |          |
| Лига чемпионов 2009/10 | Групповой этап                   | 09.12.2009 | Мерседес-Бенц-Арена, Штутгарт      | Штутгарт            | Униря (Урзичени)   | 3:1  | 3            |          |
| Лига чемпионов 2009/10 | 1/8 финала                       | 16.03.2010 | Рамон Санчес Писхуан, Севилья      | Севилья             | ЦСКА (Москва)      | 1:2  | 5            |          |
| Лига чемпионов 2010/11 | Четвёртый квалификационный раунд | 24.08.2010 | Луиджи Феррарис, Генуя             | Сампдория           | Вердер             | 3:2  | 6            |          |
| Лига чемпионов 2010/11 | Групповой этап                   | 29.09.2010 | Месталья, Валенсия                 | Валенсия            | Манчестер Юнайтед  | 0:1  | 1            |          |
| Лига чемпионов 2010/11 | Групповой этап                   | 02.11.2010 | Уайт Харт Лейн, Лондон             | Тоттенхэм Хотспур   | Интернационале     | 3:1  | 6            |          |
| Лига чемпионов 2010/11 | Групповой этап                   | 23.11.2010 | Брага Мунисипал, Брага             | Брага               | Арсенал (Лондон)   | 2:0  | 7            |          |
| Лига чемпионов 2010/11 | 1/8 финала                       | 23.02.2011 | Джузеппе Меацца, Милан             | Интернационале      | Бавария            | 0:1  | 5            |          |
| Лига чемпионов 2010/11 | Финал                            | 28.05.2011 | Уэмбли, Лондон                     | Барселона           | Манчестер Юнайтед  | 3:1  | 4            |          |
| Лига чемпионов 2011/12 | Раунд плей-офф                   | 23.08.2011 | ГСП, Никосия                       | АПОЭЛ               | Висла (Краков)     | 3:1  | 10           |          |
| Лига чемпионов 2011/12 | Групповой этап                   | 27.09.2011 | Альянц Арена, Мюнхен               | Бавария             | Манчестер Сити     | 2:0  | 4            |          |
| Лига чемпионов 2011/12 | Групповой этап                   | 18.10.2011 | Санкт-Якоб Парк, Базель            | Базель              | Бенфика (Лиссабон) | 0:2  | 6            | 1        |
| Лига чемпионов 2011/12 | Групповой этап                   | 23.11.2011 | Бай-Арена, Леверкузен              | Байер 04            | Челси              | 2:1  | 5            |          |
| Лига чемпионов 2011/12 | 1/8 финала                       | 15.02.2012 | Джузеппе Меацца, Милан             | Милан               | Арсенал (Лондон)   | 4:0  | 5            |          |
| Лига чемпионов 2011/12 | Полуфинал                        | 25.03.2012 | Сантьяго Бернабеу, Мадрид          | Реал Мадрид         | Бавария            | 2:1  | 7            |          |
| Лига чемпионов 2012/13 | Полуфинал                        | 23.04.2013 | Альянц Арена, Мюнхен               | Бавария             | Барселона          | 4:0  | 6            |          |

#### Лига Европы
| Турнир              | Раунд                 | Дата       | Место проведения                | Команда1              | Команда2           | Счёт | Предупреждён | Red card |
| Кубок УЕФА 2003/04  | Предварительный раунд | 28.08.2003 | Стадион Камен Инград, Велика    | Камен Инград          | Этцелла            | 3:1  | 3            | 1        |
| Кубок УЕФА 2003/04  | Первый раунд          | 15.10.2003 | Акер, Молде                     | Мольде                | Униан Лейрия       | 3:1  | 5            |          |
| Кубок УЕФА 2005/06  | Первый раунд          | 15.09.2005 | ГСП, Никосия                    | АПОЭЛ                 | Герта              | 0:1  | 4            |          |
| Кубок УЕФА 2005/06  | Групповой этап        | 30.11.2005 | Рамат-Ган, Рамат-Ган            | Маккаби (Петах-Тыква) | Локомотив (Москва) | 0:4  |              |          |
| Кубок УЕФА 2006/07  | Первый раунд          | 14.09.2006 | Олимпийский стадион, Берлин     | Герта (Берлин)        | Оденсе             | 2:2  |              |          |
| Кубок УЕФА 2006/07  | Первый раунд          | 28.09.2006 | Вальдстадион, Пашинг            | Пашинг                | Ливорно            | 0:1  | 3            |          |
| Кубок УЕФА 2006/07  | Групповой этап        | 30.11.2006 | Городской стадион, Краков       | Висла (Краков)        | Базель             | 3:1  | 4            | 1        |
| Кубок УЕФА 2006/07  | 1/8 финала            | 08.03.2007 | Рамон Санчес Писхуан, Севилья   | Севилья               | Шахтёр (Донецк)    | 2:2  | 7            |          |
| Кубок УЕФА 2007/08  | Первый раунд          | 20.09.2007 | Клеантис Викелидис, Салоники    | Арис (Салоники)       | Реал Сарагоса      | 1:0  | 2            |          |
| Кубок УЕФА 2007/08  | 1/8 финала            | 12.03.2008 | Колисеум Альфонсо Перес, Хетафе | Хетафе                | Бенфика (Лиссабон) | 1:0  | 7            |          |
| Кубок УЕФА 2008/09  | 1/8 финала            | 12.03.2009 | Имтех Арена, Гамбург            | Гамбург               | Галатасарай        | 1:1  | 7            | 1        |
| Лига Европы 2009/10 | 1/4 финала            | 08.04.2010 | Фольксваген-Арена, Вольфсбург   | Вольфсбург            | Фулхэм             | 0:1  | 5            |          |
| Лига Европы 2010/11 | 1/4 финала            | 14.04.2011 | Лужники, Москва                 | Спартак (Москва)      | Порту              | 2:5  | 1            |          |
| Лига Европы 2011/12 | 1/8 финала            | 15.03.2012 | Фельтинс-Арена, Гельзенкирхен   | Шальке 04             | Твенте             | 4:1  | 8            |          |

#### Кубок Интертото
| Турнир               | Раунд        | Дата       | Место проведения     | Команда1 | Команда2 | Счёт | Предупреждён | Red card |
| Кубок Интертото 2005 | Второй раунд | 02.07.2005 | Имтех Арена, Гамбург | Гамбург  | Победа   | 4:1  | 1            |          |

## Стиль судейства
Кашшаи за мелкие нарушения на поле редко давал предупреждения, стараясь не прерывать игру, он не часто вмешивался в игру. Во время игры не любил общаться с игроками. За симуляцию на поле часто давал предупреждение. Его постоянными помощниками являлись соотечественники Габор Ерош и Тибор Вамош. Во время матча он пробегал около 12 километров.

## Личная жизнь
Его основная профессия — агент в туристическом бюро. В некоторых источниках указывается — менеджер по продажам. Кроме венгерского языка, владеет английским и немецким языками. Увлекается спортом, кино и чтением книг.